# Katla
Il Katla è un grande vulcano dell'Islanda, importante sia per le sue dimensioni, che per l'intensità delle eruzioni.

## Descrizione
Il vulcano è localizzato nel sud del paese, al di sotto del ghiacciaio Mýrdalsjökull, e la sua caldera ovale ha una lunghezza massima di circa 10 km, con un'altitudine massima attualmente di 1.512 m s.l.m. Il Katla fa parte di un sistema vulcanico più vasto (uno dei più complessi e poderosi al mondo), centrato sul vulcano Grímsvötn e che include inoltre il vulcano Laki e la fossa vulcanica di Eldgjá.
Spesso il Katla è considerato erroneamente un supervulcano, per la presenza di una caldera alla sommità dell'edificio vulcanico, tuttavia esso rientra nella gamma delle caldere vulcaniche tipiche, le cui eruzioni più potenti sono state di tipo pliniano.

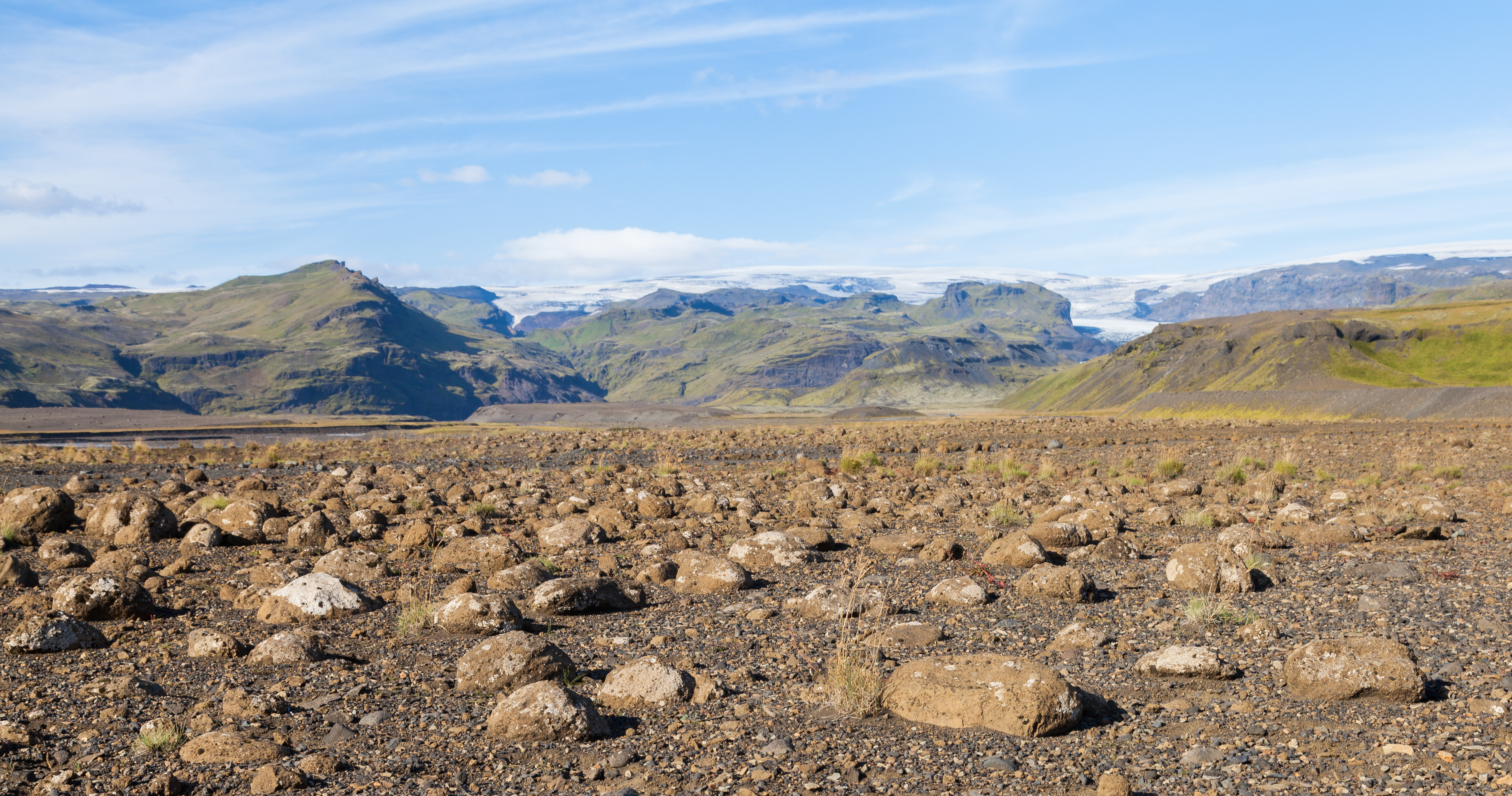
Vulcano Katla in estate 2014.

A rendere particolare il Katla è il fatto che si tratta di un vulcano subglaciale, ricoperto da un ghiacciaio spesso fino a 700 m.
Prima che si costruisse la Hringvegur (la strada ad anello che corre intorno a tutto il paese), la popolazione locale temeva di attraversare le pianure nei pressi del vulcano a causa delle jökulhlaup, le improvvise inondazioni causate dal calore che scioglie i ghiacci sovrastanti, come avvenuto l'ultima volta nel 2011. 
Infatti le eruzioni subglaciali hanno come primo effetto quello di creare, tra il vulcano ed il ghiaccio sovrastante, un lago subglaciale originato dalla fusione del ghiaccio prodotta dall'intenso flusso termico proveniente dal vulcano; se poi si verifica un forte aumento della pressione, tale da rompere parte della massa di ghiaccio che ricopre il vulcano (o se tutto il ghiaccio sovrastante collassa a causa dell'eruzione), l'acqua del lago viene spinta violentemente fuori dagli argini, provocando improvvise e devastanti inondazioni. Particolarmente significativi furono i lahar verificatisi nell'eruzione del 1918, che arrivarono a misurare 125 km² di estensione e che produssero un ampliamento della linea costiera di 5 km.
A partire dalla colonizzazione dell'Islanda, il Katla ha eruttato, con cadenza variabile, almeno due volte ogni secolo. L'ultima eruzione imponente risale al 1918, tuttavia piccole eruzioni non esplosive si sono verificate anche nel 1955 e nel 1999, senza però produrre nubi di cenere, ma solo di vapore e provocando inondazioni a valle a causa dello scioglimento parziale del ghiacciaio. La ricerche vulcanologiche e geologiche hanno individuato complessivamente 131 eventi eruttivi a partire dal 6380 a.C.

## Eruzioni documentate
Dal 920 sono datate, con relativa precisione, 27 eruzioni.
| Sito         | Anno       | Data        | Durata dell'eruzione | VEI |
| ------------ | ---------- | ----------- | -------------------- | --- |
| Katla        | 920 circa  |             |                      | 4   |
| Eldgjá-Katla | 934 circa  |             |                      | 4   |
| Katla        | 950 circa  |             |                      |     |
| Katla        | 960 circa  |             |                      | 3   |
| Katla        | 1150 circa |             |                      |     |
| Katla        | 1179 circa |             |                      | 3   |
| Katla        | 1210 circa |             |                      | 4   |
| Katla        | 1245       |             |                      | 4   |
| Katla        | 1262       |             |                      | 5   |
| Katla        | 1311       | 18 gennaio  |                      |     |
| Katla        | 1357 circa |             |                      | 4   |
| Katla        | 1416       |             |                      | 4   |
| Katla        | 1440       |             |                      | 4   |
| Katla        | 1450 circa |             |                      |     |
| Katla        | 1500 circa |             |                      | 4   |
| Katla        | 1550       |             |                      | 4   |
| Katla        | 1580       | 11 agosto   |                      | 4   |
| Katla        | 1612       | 12 ottobre  |                      | 4   |
| Katla        | 1625       | 2 settembre | 13 giorni            | 5   |
| Katla        | 1660       | 3 novembre  | 60 giorni circa      | 4   |
| Katla        | 1721       | 11 maggio   | 100 giorni circa     | 5   |
| Katla        | 1755       | 17 ottobre  | 120 giorni circa     | 5   |
| Katla        | 1823       | 26 giugno   | 28 giorni            | 3   |
| Katla        | 1860       | 8 maggio    | 20 giorni            | 4   |
| Katla        | 1918       | 12 ottobre  | 24 giorni            | 4   |
| Katla        | 1955       | 25 giugno   |                      |     |
| Katla        | 1999       | 17 luglio   | 30 giorni circa      |     |